# Flatey (Breiðafjörður)
Flatey és una illa islandesa situada en el Breiðafjörður. Tot i que havia tingut una població important de pescadors, actualment té molt pocs habitants permanents i només augmenta de població a l'estiu.
Etimològicament el nom de Flatey significa "illa plana", d'acord amb l'orografia que presenta sense elevacions. L'illa fa uns dos quilòmetres de llarg per un d'ample.
L'illa és coneguda pel Flateyjarbók, un important còdex medieval. I també per l'església, de 1926, decorada amb un gran mural pictòric que cobreix tota la superfície interior, fet pel pintor d'origen català Baltasar B. Samper durant la seva estada en els anys 60.
Cal no confondre-la amb l'illa homònima a la badia de Skjálfandi.